# OnePlus 5
OnePlus 5  — смартфон, разработанный компанией OnePlus и представленный летом 2017 года.

## Аппаратное обеспечение
OnePlus 5 работает на 8-ядерном процессоре Qualcomm Snapdragon 835 MSM8998 (Kryo). Компанию процессору составляет графическое ядро Adreno 540 710 MHz с частотой 710 MHz.
- Процессор: 64-битный, 8-ядерный Snapdragon 835 с тактовой частотой до 2,45 ГГц.
- Графический контроллер: Adreno 540.
- Оперативная память: 6/8 ГБ (LPDDR4X).
- Встроенная память: 64/128 ГБ (UFS 2.1).
- Дисплей: 5,5 дюйма, Optic AMOLED, 1920 на 1080 пикселей, Gorilla Glass 5.
- Основная камера: двойная, 16 Мп, Sony IMX398, f/1.7, 1,12 мкм, электронная стабилизация изображения + 20 Мп, Sony IMX350, f/2.6, светодиодная вспышка.
- Фронтальная камера: 16 Мп, Sony IMX371, f./2.0.
- Аккумулятор: встроенный, 3300 мАч с поддержкой Dash Charge.
- Программная платформа: Android 7.1.1 Nougat с оболочкой Oxygen OS.
- Поддержка двух SIM-карт.
- Сканер отпечатков пальцев.
- 3,5-мм аудиоразъем.
- USB Type-C.
- Интерфейсы: 4G (LTE), Wi-Fi 802.11, Bluetooth 5, GPS, GLONASS, NFC.
- Размеры: 74,1 x 154,2 x 7,25 мм., вес 153 грамма.[3]

## OnePlus 5T
В ноябре 2017 года была представлена улучшенная версия смартфона — OnePlus 5T. Он получил заметное и значительное изменение — безрамочный AMOLED-дисплей с соотношением сторон 18:9 и разрешением Full HD+.Сканер отпечатков пальцев переехал на заднюю часть аппарата. Технические характеристики OnePlus 5T идентичны OnePlus 5.

### Продолжение линейки
В конце марта 2018 года стало известно, что компания работает над продолжением линейки. OnePlus 6 получит процессор Snapdragon 845 и 6.28 дюймовый дисплей.